# Victor Franck
Victor Franck est un photographe français, né à Saint-Dié le 12 septembre 1852 et mort dans la même ville le 27 novembre 1907.

## Biographie
Victor Franck est le fils unique de Marie-Salomé Bazweiler et Victor Franck père (1822-1879). Il travaille dans l'atelier de photographie paternel dès l'âge de 14 ans. Mais il l'a fréquenté tout petit, s'initiant dès qu'il le pouvait, avec son père aux techniques photographiques du portrait et des longues et délicates prises de vues stéréoscopiques. Il assiste au couronnement des travaux paternels à l'Exposition universelle de 1867 à Paris, puis aux Expositions industrielles de Marseille et Bruxelles qui l'initient au milieu des photographes professionnels. L'atelier Victor Franck, peintre et photographe, accède ainsi à une renommée d'ordre national alors que le jeune Victor y commence son apprentissage du métier en maîtrisant l'emploi de la « plaque collodionnée ». Saint-Dié, modeste ville industrielle en croissance, désormais accessible par le chemin de fer, attire désormais aussi les techniciens photographes réputés.
Après ses études au collège de Saint-Dié, Victor fils suit des cours de physique et d'optique photographiques à l'école industrielle de Mulhouse. Formé à la théorie scientifique de la lumière, aux lois de l'optique et aux rudiments de la chimie des couleurs, le jeune photographe à forte stature, vigoureux, entreprend avec un matériel ambulant de courir les chemins vosgiens et de fixer sur les plaques paysages, scènes et autres curiosités remarquables. 
Il épouse le 1er avril 1880 Gabrielle Berthe Schmidt (1859-1907). Le couple aura en 1881 un enfant prénommé également Victor selon la tradition familiale. Le petit-fils Victor Franck ne prend pas la voie professionnelle de ses père et grand-père, mais poursuit des études de droit, il est encore jeune magistrat à la mort de son père, mais il gravit ensuite les échelons vers la haute magistrature.
Victor s'installe à son compte dans un atelier voisin de celui de son père, au 31 rue de la Concorde en 1860. Il reprend à son compte l'atelier prestigieux de son père 66, Grande rue, puis rue Thiers après sa disparition de ce dernier en 1879. Comme son père, il se qualifie de peintre et photographe, il est attentif à l'éclairage et au cadrage pour tirer des portraits. Mais c'est surtout un photographe de reportage, toujours à l'affût, à la première place pour tenter de fixer sur le colloïde les hommes au travail, les tableaux de vie, les rituels de métier, les défilés, cérémonies et longues processions religieuses. 

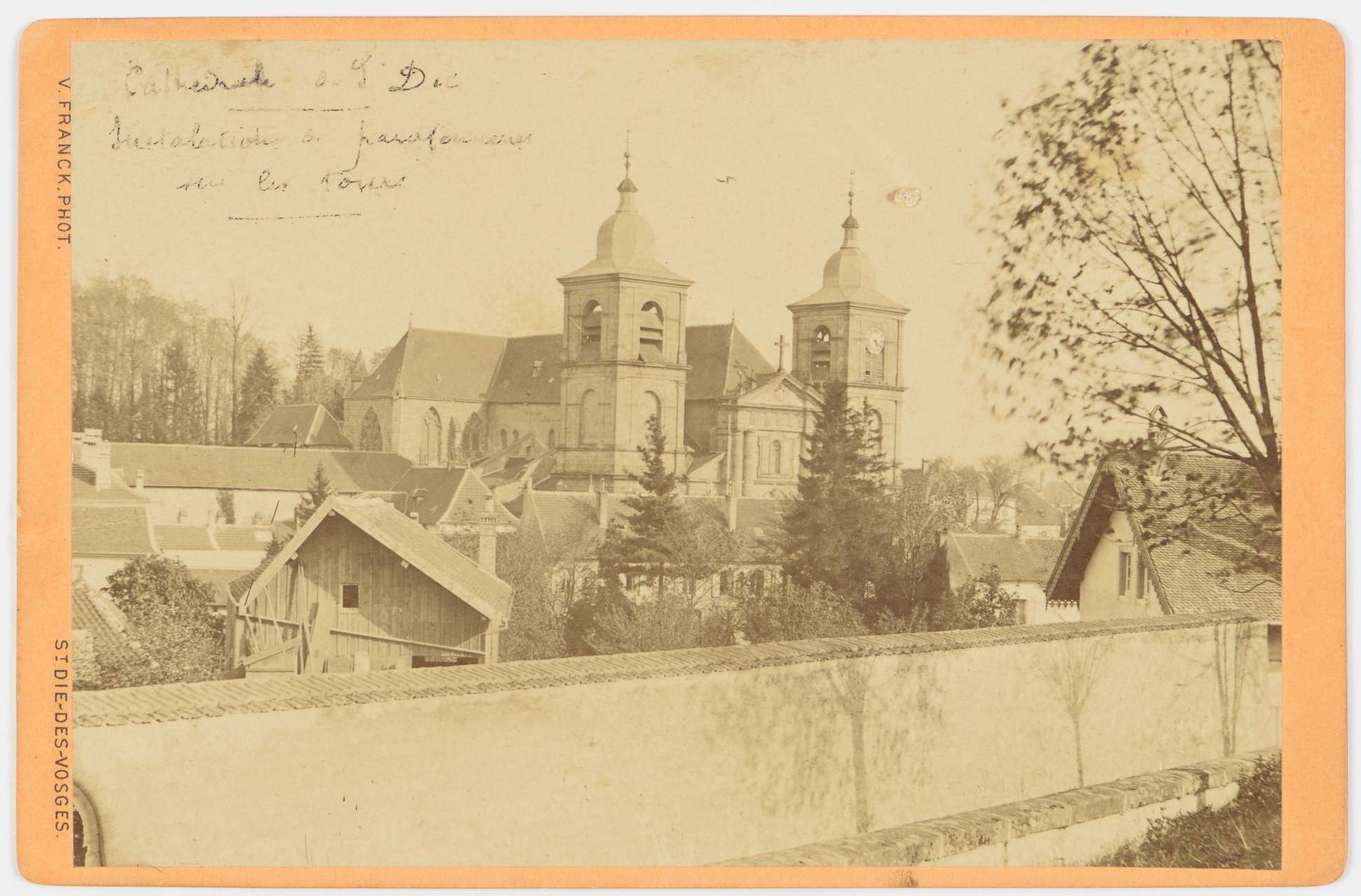
La cathédrale de Saint-Dié prise par Victor Franck vers 1889 depuis les jardins de la côte Callot.

Victor Franck, mieux connu à titre personnel pour ses reportages thématiques et prises de vue sur le terrain, bien qu'il se place dans la lignée paternelle pour sa technicité, son exigence et sa méticulosité, participe à diverses expositions à la fin du XIXe siècle. Ses photographies les plus abouties connaissent un grand succès d'estime dans les grands magazines français de l'époque, comme L'Illustration, Le Monde illustré, Lecture pour tous, mais aussi les revues d'essence encyclopédique, comme La Revue encyclopédique, l'Atlas Larousse Illustré, La Nature ou les revues militaires, comme Le Carnet de la Sabretache. L'essor du tourisme vosgien popularise son œuvre photographique à la Belle Époque. La ville de garnison qu'est devenue Saint-Dié avec ses casernes et ses bataillons de chasseurs à pied en grande manœuvres inspire aussi les productions de Victor Franck.
Avec Louis Geisler, imprimeur-éditeur et technicien de gravure en grand format, il est récompensé pour sa photographie modèle d'un "groupe de soldat chanteur" à l'occasion de l'exposition universelle de Paris en 1900.
L'homme à la barbe blanche était bien connu des habitants de Saint-Dié mais aussi des bourgeois et paysans des environs. Probablement déjà malade, il prend sa retraite au cours de l'année 1906. L'ancien "peintre et photographe" disparaît avec son épouse au cours de l'année 1907.

## Un photographe compagnon des érudits et historiens, des savants et artistes

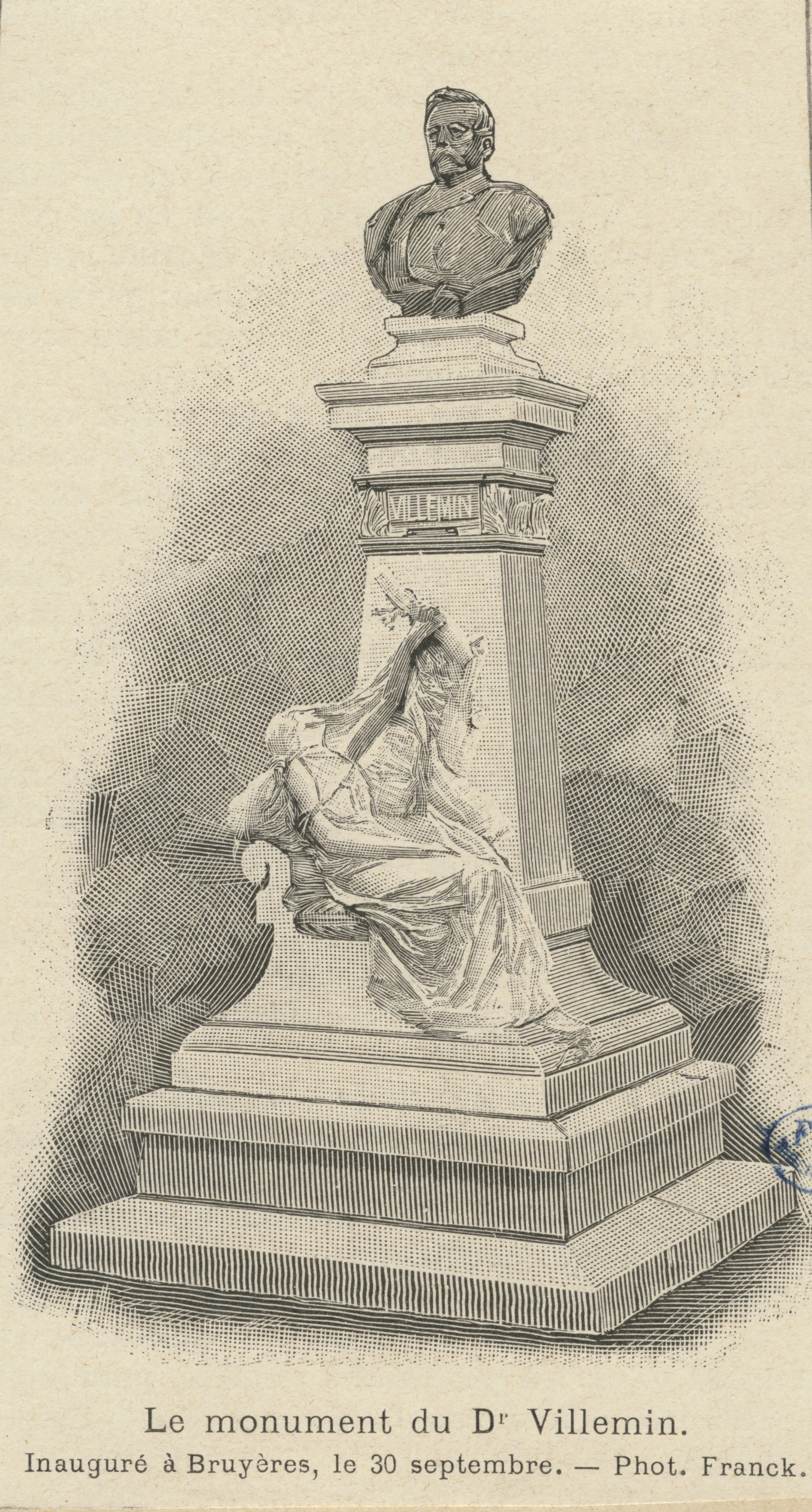
Buste et monument du savant docteur Villemin inauguré à Bruyères en 1892.

Le photographe professionnel est un membre assidu de la société philomatique vosgienne dès sa fondation en 1875, il est inscrit sous le nom modeste de « Franck fils », avec la qualité de photographe. Il n'est appelé à siéger au conseil d'administration ou comité qu'à partir de l'assemblée générale du 28 février 1892, en remplacement de l'ancien négociant Ernest Blaise, récemment décédé. Il est continûment présent comme administrateur ou membre du comité, s'occupant d'illustrations, d'archivages, de muséographies, de peinture... jusqu'à sa disparition en 1907. Ami du président fondateur Henry Bardy, familier du ministère des Beaux-Arts et de l'enseignement national, qui s'empresse de faire connaître au loin ses « magnifiques travaux photographiques », il obtient le 13 avril 1901 les palmes académiques pour l'ensemble de son œuvre au congrès des sociétés savantes à Nancy. La dernière année de sa vie, la liste des membres du comité indique comme d'habitude son nom « Victor Franck », mais avec la qualité inédite d'ancien photographe. 
Aussi Victor Franck fournit de nombreux clichés pour illustrer des revues savantes, à commencer par le bulletin de la société philomatique vosgienne, et plus tard la revue Lorraine-Artiste dirigée par le peintre érudit Gaston Save et Le Pays lorrain lancé par Charles Sadoul. 
Il a travaillé à la publication de ses œuvres les plus connues avec l'industriel papetier, imprimeur et éditeur aux Châtelles, à Raon-l'Étape, Louis Geisler, et réalisé douze fascicules de la série Les Vosges. Ces liens d'amitié avec Maurice Pottecher lui permettent d'illustrer les éditions des pièces jouées au théâtre du Peuple de Bussang.
Victor Franck a fourni plus de 1000 illustrations photographiques originales au docteur Alban Fournier, rédacteur du beau livre Du Donon au ballon d'Alsace paru en 1901.
Victor Franck, peintre-photographe, avait ainsi amassé une mine documentaire importante, sous forme de fonds de plaques photographiques, de reproductions sur papier support, parfois redessinées à partir de photogravures ou de phototypies coloriées, de façon à illustrer ouvrages et publications. Il avait réalisé une série, semble-t-il complète, des maires et personnalités de Saint-Dié et de ses environs. Peu avant sa mort, comme le rappelle Henry Bardy, il avait reçu avec émotion la dernière livraison de la revue "Le carnet de la Sabretache", qui comportait le magnifique portrait du général Guye, à partir du célèbre tableau de Francisco de Goya peint en 1810.

## Publications
- Forestiers et bûcherons, album de 80 vues et scènes forestières, Imprimerie Louis Geisler, Les Châtelles, Raon-l'Étape, 1896.
- Auguste Stegmuller avec les photographies de Victor Franck, Saint-Dié et ses environs, guide du touriste, Imprimerie Louis Geisler, Les Châtelles, Raon-l'Étape, 1896.
- Manœuvres dans les Vosges en 1898, Imprimerie Louis Geisler, Les Châtelles, Raon-l'Étape, 1898
- Alban Fournier, avec les photographies et peintures de Victor Franck, Du Donon au ballon d'Alsace, Imprimerie Louis Geisler, Les Châtelles, Raon-l'Étape, 1901.

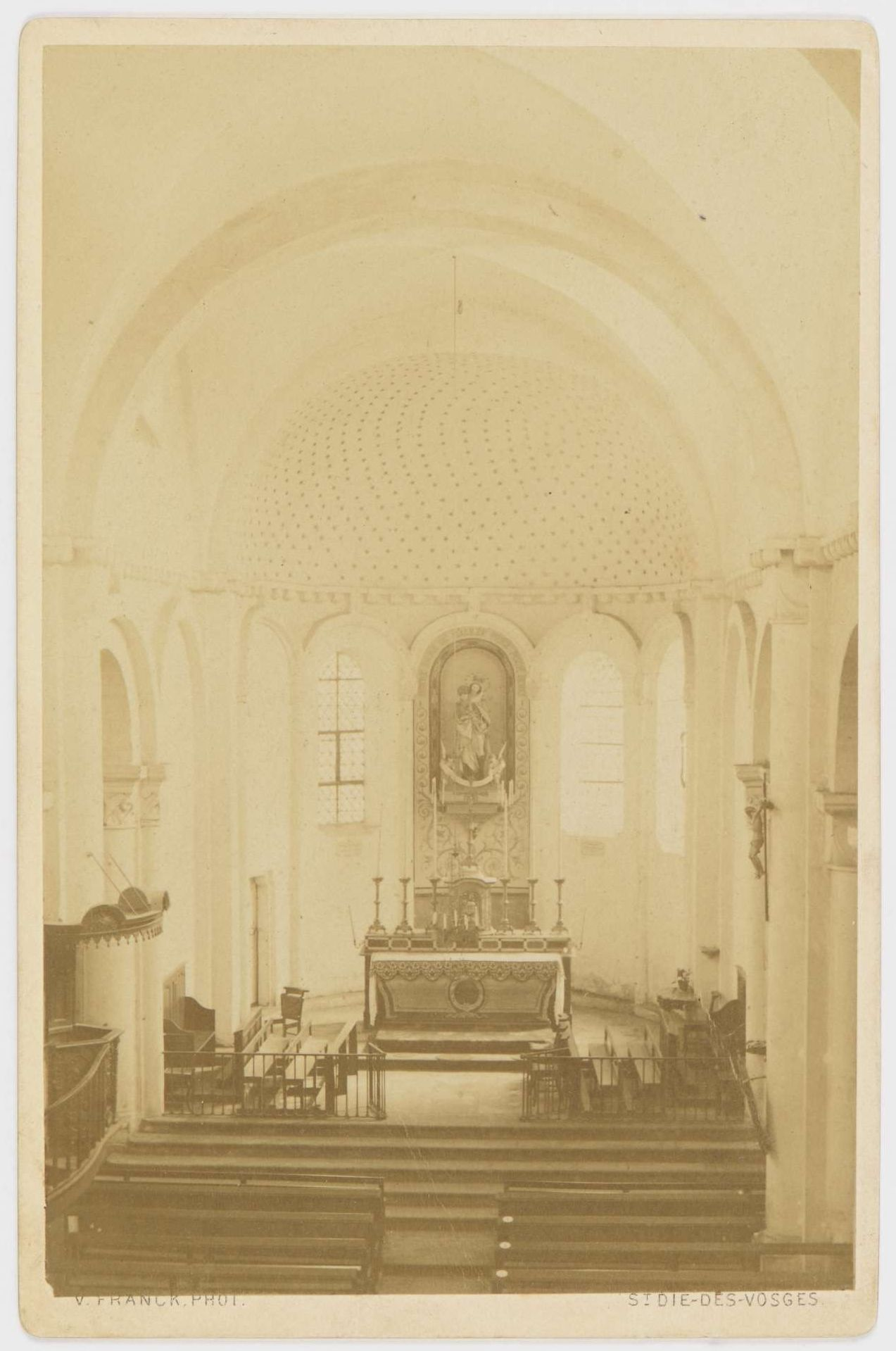
Chœur de la cathédrale de Saint-Dié photographiée par Franck en 1889.